# Claassenia fulva
Claassenia fulva és una espècie d'insecte plecòpter pertanyent a la família dels pèrlids.